# Desna (oblast de Tchernihiv)
Pour les articles homonymes, voir Desna (homonymie).
Desna (ukrainien : Десна, russe : Десна) est une commune urbaine de l'oblast de Tchernihiv, en Ukraine. Elle compte 6 910 habitants en 2025.

## Historique
La ville abrite le 169e centre d'entrainement de l'armée ukrainienne.

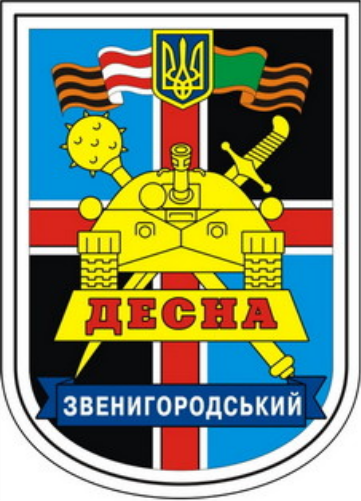
Le badge du camp,
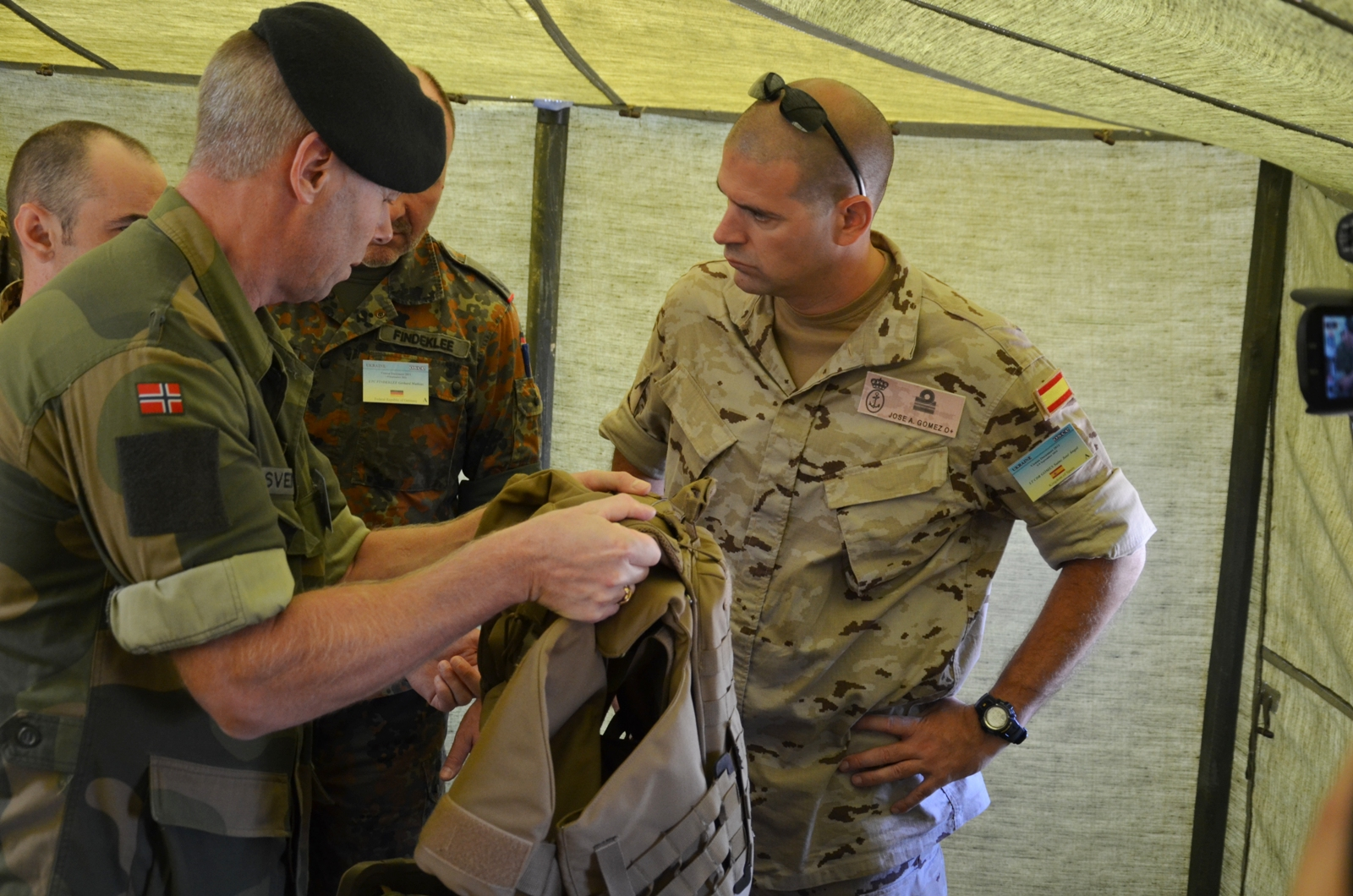
en 2016 avec des norvégiens et espagnols,
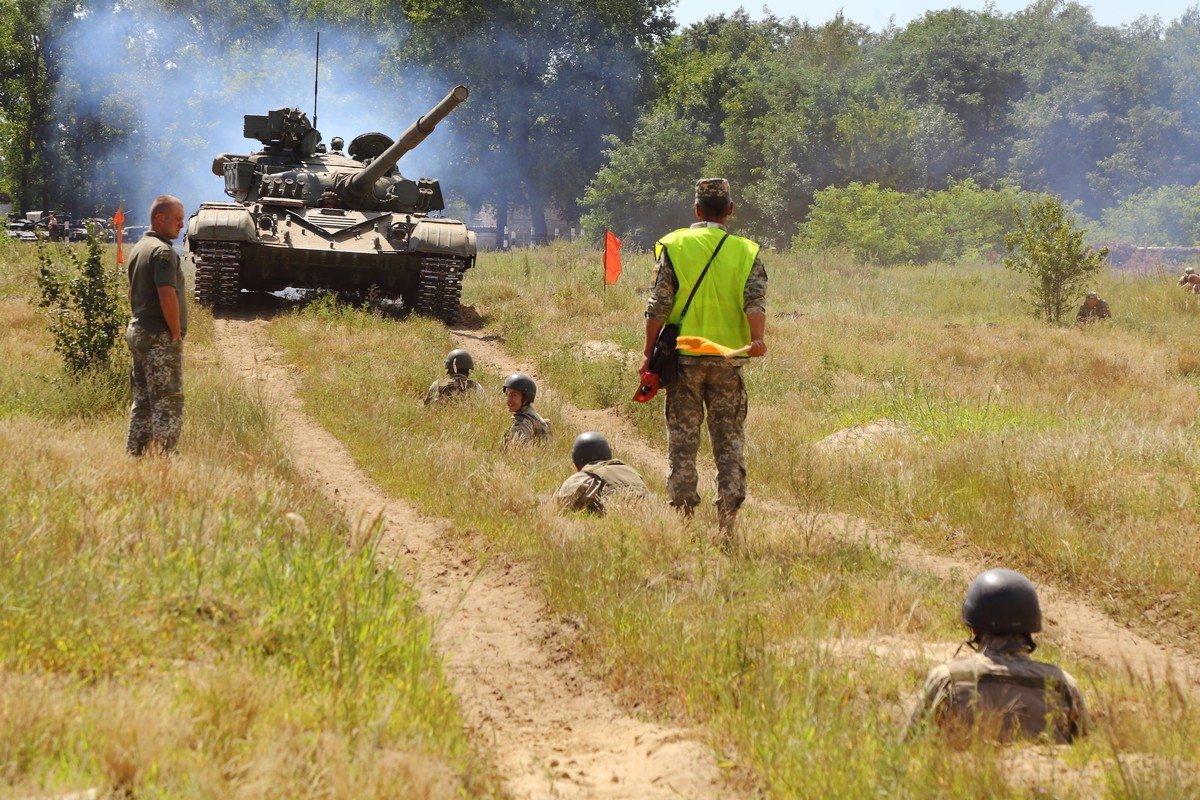
avec un T-64b en 2018.

En juin 2022, lors de l’invasion de l’Ukraine par la Russie, le village est victime de bombardements russes en provenance de Biélorussie.  Durant les bombardements, le stade du FC Desna Tchernihiv, le club de football local, est détruit.